# 巴西网球联合会
巴西网球联合会（葡萄牙語：Confederação Brasileira de Tênis，简称CBT）是巴西的网球运动管理机构。CBT负责组织如巴西網球公開賽等赛事，并代表巴西的球员参与所有网球、沙灘網球和輪椅網球的类别和赛事。
该联合会隶属于国际网球联合会（ITF）、巴西奥林匹克委员会、巴西残奥委员会以及南美洲网球联合会。
CBT的创始人是瓦尔多米罗·萨利斯·佩雷拉（Waldomiro Salles Pereira）、阿尔西德斯·普罗科皮奥（Alcides Procópio）和若昂·阿维兰热。CBT的现任主席是亚历山大·法里亚斯，任期从2017年开始，2025年连任到2029年。
巴西网球联合会于1955年11月19日在里约热内卢成立，由以下组织共同发起：圣保罗网球联合会、南里奥格兰德网球联合会（现为高乔网球联合会）、塞阿拉网球联合会、圣卡塔琳娜网球联合会、伯南布哥业余体育联合会、巴伊亚土地体育联合会、帕拉体育联合会、圣埃斯皮里图圣体育联合会、弗鲁米嫩塞体育联合会、阿马帕体育联合会以及大里约网球联合会（现为里约热内卢州网球联合会）。
巴西网球联合会的首任主席是圣卡塔琳娜州议员莱奥贝尔托·利亚尔（Leoberto Leal），他在一场飞机事故中去世。
CBT负责监管全国的成人、老年和青少年网球比赛，并负责组织代表巴西参加国际团体比赛的队伍，如戴维斯杯和比利·简·金杯（前身为联合会杯）。
巴西自1933年起便参加戴维斯杯，并在1992年和2000年两度进入半决赛。巴西自1965年参加比利·简·金杯，并且两度进入世界组四分之一决赛，分别是在1965年和1982年。